# روماریک (بازیکن فوتبال)
روماریک (انگلیسی: Romaric؛ زاده ۴ ژوئن ۱۹۸۳) یک بازیکن فوتبال است.
وی همچنین در تیم‌های ملی فوتبال ساحل عاج ساحل عاج بازی کرده‌است.